# David Hansemann
David Justus Ludwig Hansemann (né le 12 juillet 1790 à Finkenwerder (de), près de Hambourg, et mort le 4 août 1864 à Schlangenbad) est un marchand et banquier. Au départ dans le commerce de la laine, il promeut la construction de chemin de fer et fonde des assurances et des banques, dont la société Disconto, l'un des plus importants établissements de crédit allemands du XIXe siècle et du début du XXe siècle. Hansemann est l'un des hommes politiques libéraux les plus connus en province de Rhénanie et initie entre autres la réunion d'Heppenheim. En 1848 il est, en tant que ministre des Finances, l'un des hommes politiques de premier plan du gouvernement de mars prussien.

## Famille, éducation et ascension sociale

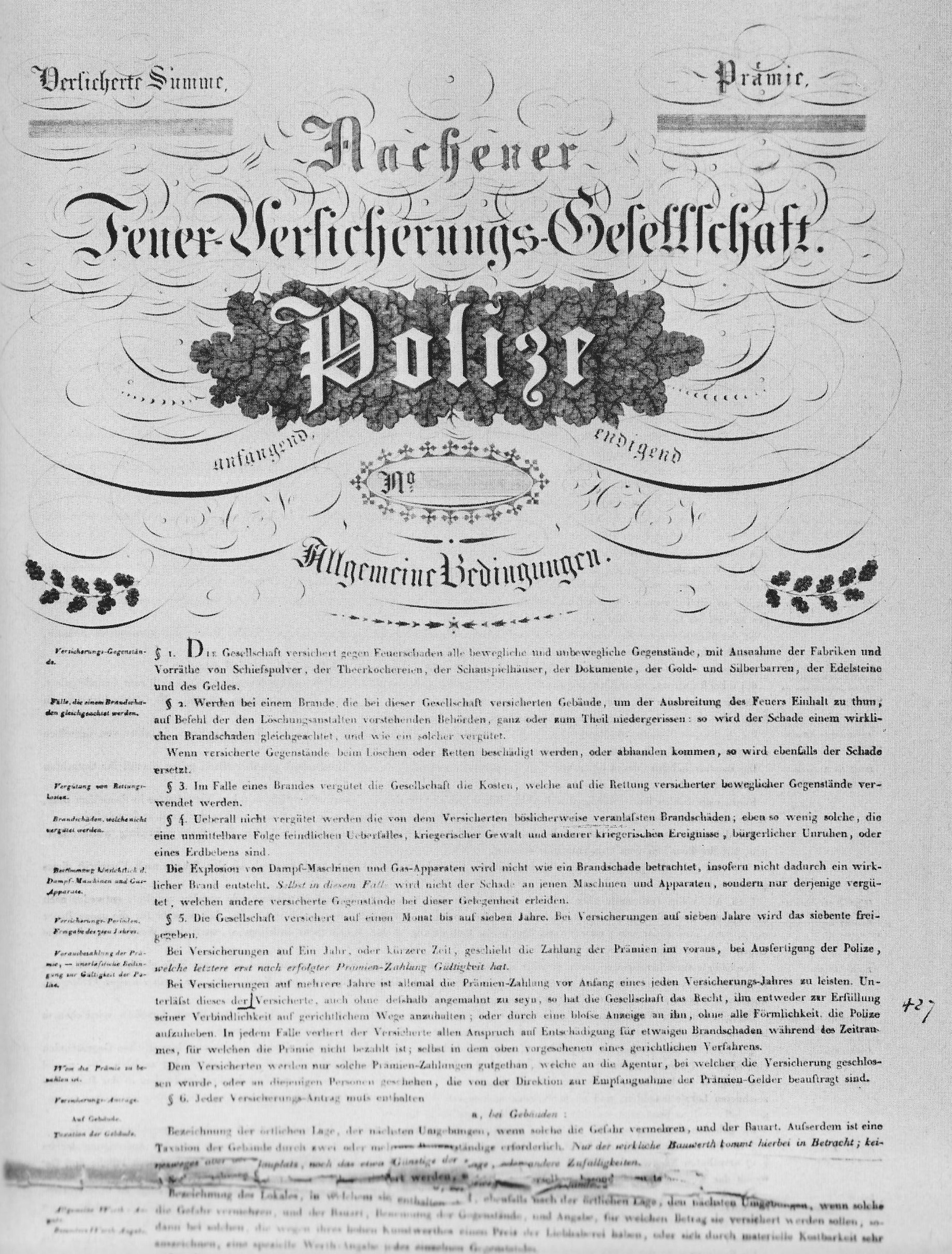
Première police de la société d'assurance incendie d'Aix-la-Chapelle, 1825.

David Hansemann est le plus jeune des onze enfants du pasteur évangélique Eberhard Ludwig Hansemann et de la seconde femme de ce dernier, Amalie. Probablement car ses parents ne peuvent pas financer les études de tous leurs fils, il commence en 1805 un apprentissage commercial dans l'entreprise de Ferdinand et Johann Daniel Schwenger, à Rheda. Sous la domination française, Ferdinand Schwenger est maire de la ville et emploie le jeune Hansemann comme secrétaire, qui engrange ainsi de premières connaissances en politique et en administration. Cinq ans plus tard, Hansemann s'établit en Rhénanie et travaille en tant que représentant pour des fabricants de tissu à Montjoie et à Elberfeld[réf. souhaitée] jusqu'en 1817, où il fonde sa propre entreprise de commerce de laine à Aix-la-Chapelle avec un capital de départ prêté par sa famille,.
Son activité de marchand de laine mène Hansemann à l'aisance en l'espace de quelques années : dès 1822 il dispose d'une fortune de 100 000 francs français[réf. souhaitée]. Cette rapide ascension lui permet d'épouser en 1821 Fanny Fremerey (1801–1876), originaire d'une famille huguenote française aisée établie à Eupen, également dans le commerce de laine. Le couple a quatre filles et deux fils.
Dans les années qui suivent, Hansemann fonde différentes entreprises à Aix-la-Chapelle, dont la société d'utilité publique d'assurance incendie d'Aix-la-Chapelle en 1824. La moitié des gains annuels de l'assurance est utilisée dans un but social par le biais de l'association d'Aix-la-Chapelle pour la promotion de l'activité, qu'il crée en 1834. Par l'intermédiaire de banques d'épargne appartenant à l'association, il soutient surtout des écoles maternelles et primaires, des organisations d'entraide pour nécessiteux, ainsi que la construction d'orphelinats et de logements sociaux. Ces établissements appartiennent aux premières réalisations concrètes des idées de réforme sociale bourgeoises. Cependant, leur influence reste limitée à la région d'Aix-la-Chapelle,. À Aix-la-Chapelle, il appartient en 1836 à la table des habitués rassemblée autour du nouvelliste Carl Borromäus Cünzer (de) de l'établissement "La Couronne impériale",.

## Homme politique

### Point de départ: la politique économique régionale

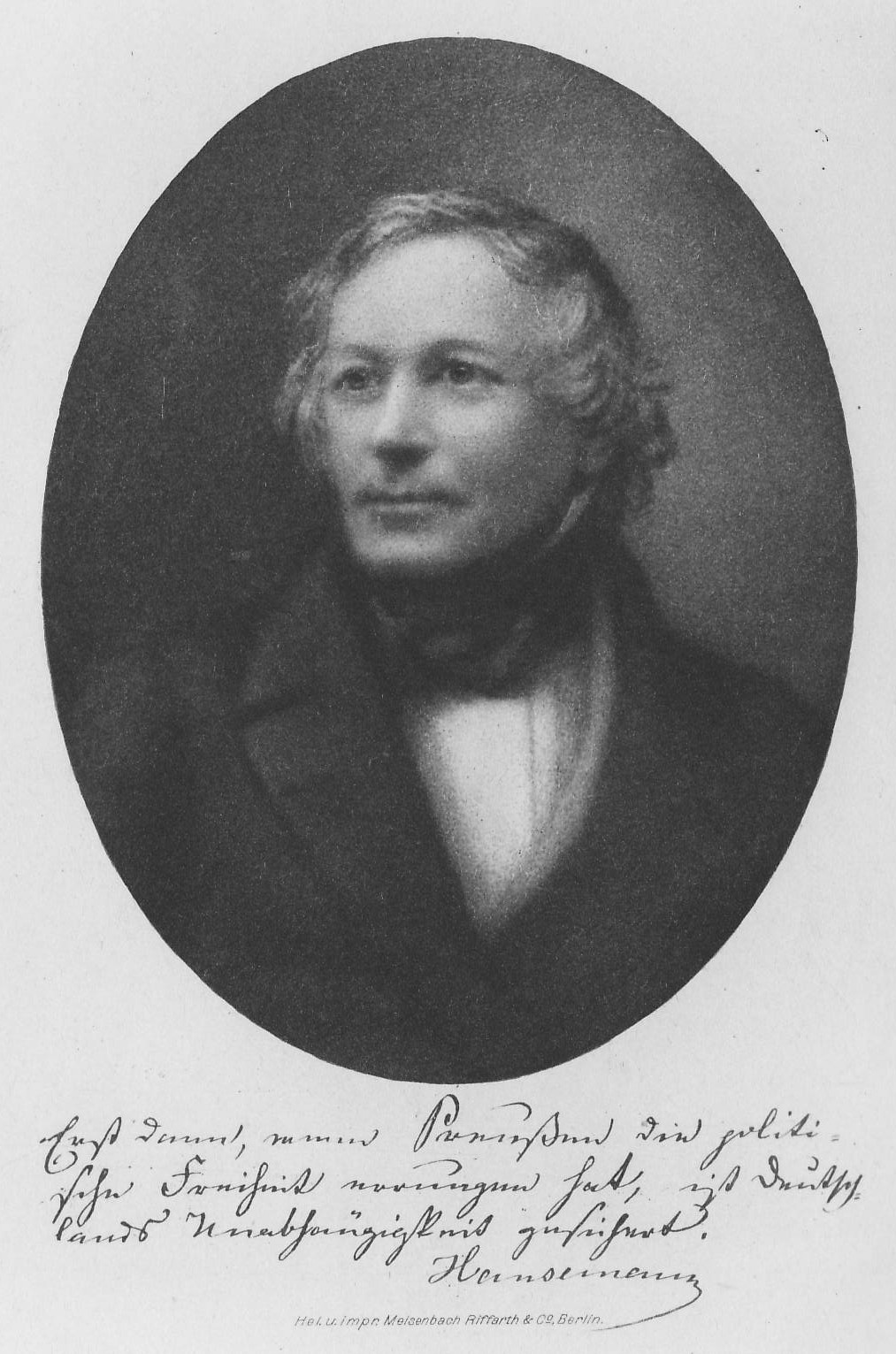
C'est seulement lorsque la Prusse aura conquis sa liberté politique que l'indépendance de l'Allemagne sera assurée. - Hansemann vers 1830.

En 1825, Hansemann devient membre du tribunal de commerce d'Aix-la-Chapelle. Deux ans plus tard, il est admis à la chambre de commerce, et en 1828 il devient membre du conseil municipal d'Aix-la-Chapelle,. Il s'engage fortement en faveur de la construction de chemins de fer en Rhénanie, notamment au travers de mémoires, et il entre ainsi très tôt en contact avec ses futurs compagnons de route politiques : Gustav Mevissen[réf. souhaitée] et Ludolf Camphausen. En outre, il est actionnaire de la société de chemins de fer rhénane, ainsi que son vice-président entre 1837 et 1844. Après qu'il est élu président de la chambre de commerce d'Aix-la-Chapelle en 1836 malgré sa confession protestante, son intervention est déterminante pour que le tracé de la ligne de chemin de fer reliant Cologne à Anvers (appelé à l'époque le "Rhin de fer") passe par Aix-la-Chapelle.
Parallèlement, il prend part à la fondation d'autres sociétés de chemin de fer, comme la ligne entre Cologne et Minden. Une expertise d'Hansemann fait pencher la balance pour une ligne entre Cologne et Dortmund via Düsseldorf, Duisbourg et l'actuelle région de la Ruhr plutôt qu'à travers le Pays de Berg et la vallée de la Wupper. Mais la société de chemins de fer Bergisch-Märkisch, qui se forme par la suite pour réaliser le second tracé de la ligne, s'appuie également sur son expertise : Hansemann considère ce tracé comme plus important en ce qui concerne l'économie nationale, mais a donné la préférence à l'autre pour des raisons de coûts.
Hansemann, qui se prononce habituellement presque toujours pour des solutions du secteur privé, préconise la construction de chemins de fer nationaux, car leur bénéfice pour l'économie nationale serait énorme. le cas échéant, l'État pourrait transmettre l'exploitation des chemins de fer à une entreprise. Mais, l'État prussien ne manifestant encore aucun intérêt pour les chemins de fer dans les années 1830, Hansemann traite également dans ses écrits d'autres possibilités et fait des propositions d'amélioration pour les modèles d'exploitation courants de l'époque.
Malgré sa critique de la représentation des ordres, il postule dès 1832 pour être député suppléant d'Aix-la-Chapelle au parlement provincial de Rhénanie. Son élection n'est cependant pas reconnue, car il ne remplit pas la condition d'être propriétaire foncier à Aix-la-Chapelle depuis au moins dix ans, et on ne lui accorde pas d'exemption. En 1839, alors qu'il postule de nouveau pour être député suppléant au parlement provincial, il perd face au représentant du catholicisme, Jakob Springsfeld. Hansemann, qui adhère en privé à un déisme modéré avec de hautes prétentions morales, avait déjà éprouvé auparavant des résistances dans la ville catholique qu'est Aix-la-Chapelle à cause de sa confession protestante. Déçu, il démissionne alors de son poste de président de la chambre de commerce et s'en retire, car il a le sentiment que ses concitoyens ne lui manifeste pas la confiance nécessaire. Ce n'est qu'en 1843, alors qu'il remporte enfin l'élection au parlement, qu'il rentre de nouveau à la chambre de commerce dont il est derechef élu président.

### Précurseur du libéralisme rhénan
À partir des années 1830, Hansemann s'engage de plus en plus dans la politique nationale. Ses thèmes principaux sont en l'occurrence surtout la stimulation de l'activité économique, le renforcement des infrastructures, le combat contre la pauvreté et le droit d'intervention des bourgeois sur la chose publique. Son mémoire De la situation et de la politique de la Prusse à la fin de l'année 1830,, adressé à Frédéric-Guillaume III de Prusse est l'un des plus importants documents du libéralisme rhénan. Il se pose très tôt comme critique assuré du système féodal et se bat pour les droits de la bourgeoisie, ainsi que contre les structures de la société qu'il considère comme dépassées. Hansemann est à l'origine de la revendication d'une plus grande représentation de la bourgeoisie notamment en mettant en évidence le déséquilibre entre le droit d'intervention politique des bourgeois et leur participation au financement de l'État. Avec son regard sur la Révolution de Juillet, il réclame aussi des réformes globales constitutionnelles et socio-politiques, afin de remédier assez tôt au danger de bouleversements révolutionnaires. Il considère qu'un développement révolutionnaire est également vraisemblable en Prusse si elle ne met pas en place un « régime politique constitutionnel sincère ». Seule une réelle participation aux affaires publiques pourrait créer un lien solide entre l'État et la bourgeoisie,. Comme l'ensemble des pré-libéraux, Hansemann ne se prononce pas en faveur d'une participation sur un pied d'égalité de toutes les classes sociales, mais adhère à l'idée d'une primauté des bourgeoisies marchande et intellectuelle,,. Ces deux bourgeoisies doivent constituer la « force de l'État ». Les bourgeois auraient, comme les propriétaires fonciers « comme profession de régner ». Ainsi, Hansemann plaide pour un parlement fort, mais aussi pour un suffrage censitaire très prononcé.

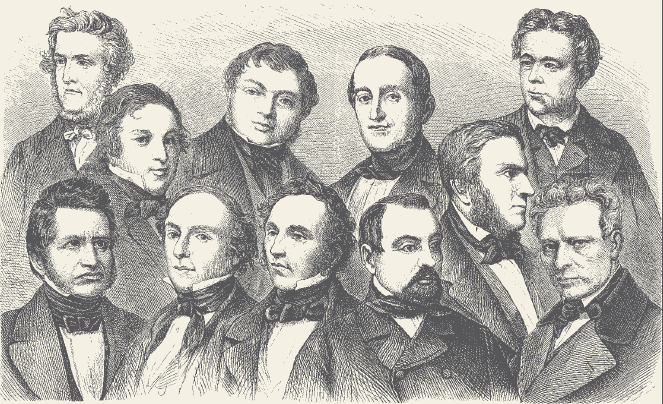
Députés du parlement uni prussien, de l'assemblée nationale prussienne et du parlement de Francfort. Rang du haut, deuxième en partant de la gauche : Hansemann.

À Aix-la-Chapelle, si les approches qu'il mène au début sont surtout motivées par la morale, la philanthropie ou l'économie, après 1830 il met également en garde contre les mouvements révolutionnaires si la question sociale n'est pas abordée. En l'occurrence, son opinion est confortée par les troubles d'Aix-la-Chapelle de 1830, après qu'il a vécu dès 1821 la destruction de la maison de ses beaux-parents à Eupen par des tisserands protestataires. Comme cela avait déjà porté ses fruits dans les associations d'Aix-la-Chapelle, il voit l'aide aux efforts autonomes et l'éducation des couches sociales défavorisées à l'activité et à l'économie, ainsi que la stimulation de l'activité économique de manière générale comme le meilleur moyen d'action socio-politique. À la différence d'autres jeunes représentants du libéralisme rhénan, comme Mevissen, il est ouvertement sceptique vis-à-vis d'une politique sociale publique et considère que la réparation de la détresse économique est un devoir de l'économie elle-même. Son but à long terme est de faire se fondre les travailleurs sans biens et les petits artisans dans la bourgeoisie par le biais de l'accession à la propriété. Il ne perçoit cependant pas encore tout à fait le problème particulier qu'est la dépendance des classes laborieuses en raison de l'industrialisation.
Après l'accession au trône de Frédéric-Guillaume IV de Prusse en 1840, Hansemann partage l'espoir des libéraux de réformes allant dans leur sens. Cette même année, Hansemann commence à écrire un nouveau mémoire sur la situation et la politique de la Prusse, explicitement à l'attention du nouveau roi. Il y réclame une nouvelle fois une réforme du régime des fonctionnaires, mais surtout une représentation globale de l'État prussien en lieu et place des parlements provinciaux corporatifs. Toutefois, ce texte n'est jamais terminé ni envoyé au roi, car il devient bientôt évident que le nouveau roi n'effectuerait lui non plus de réformes étendues.

### Discussion sur la Constitution pendant le Vormärz

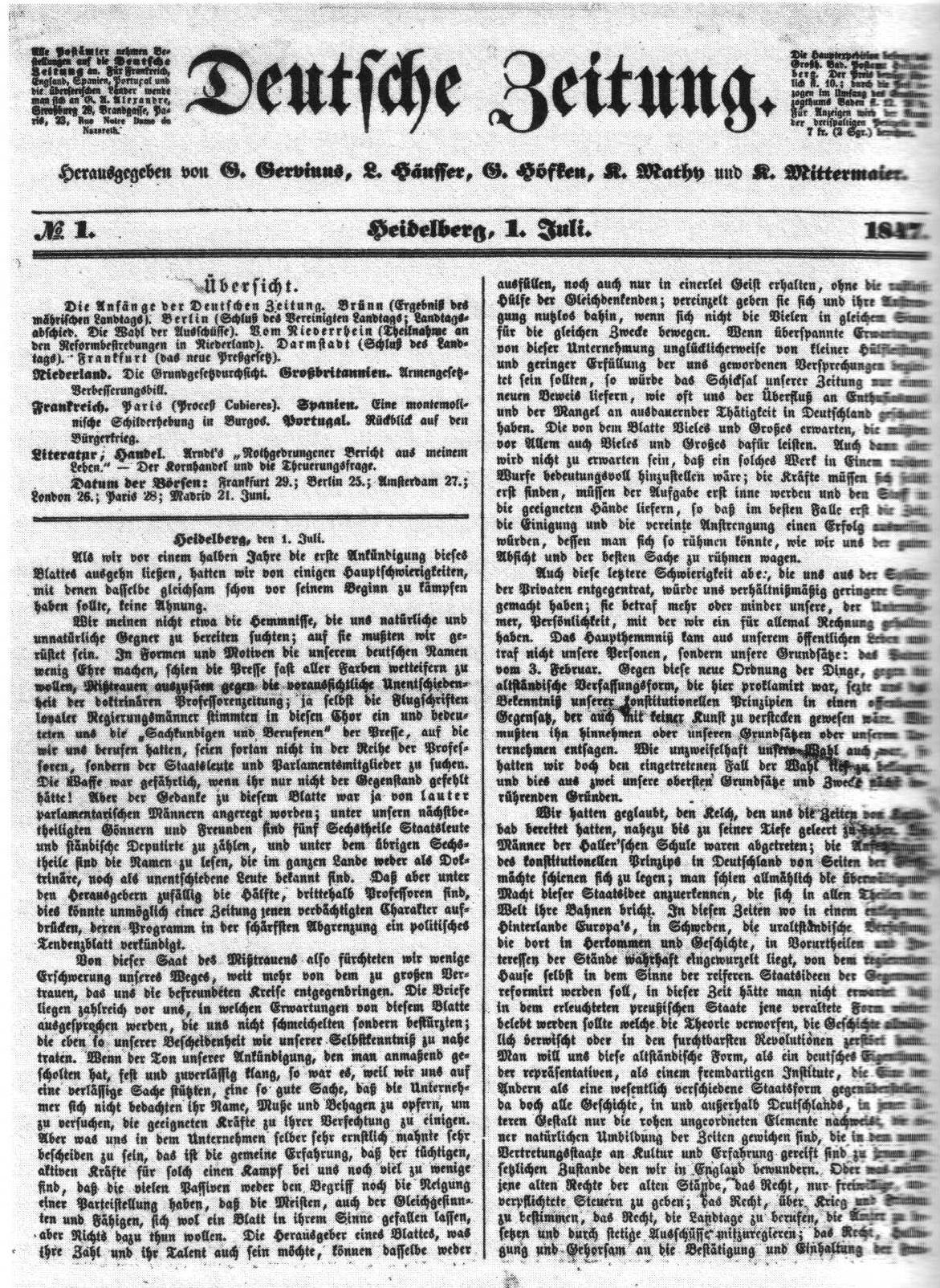
Première édition du Deutsche Zeitung du 1er juillet 1847.

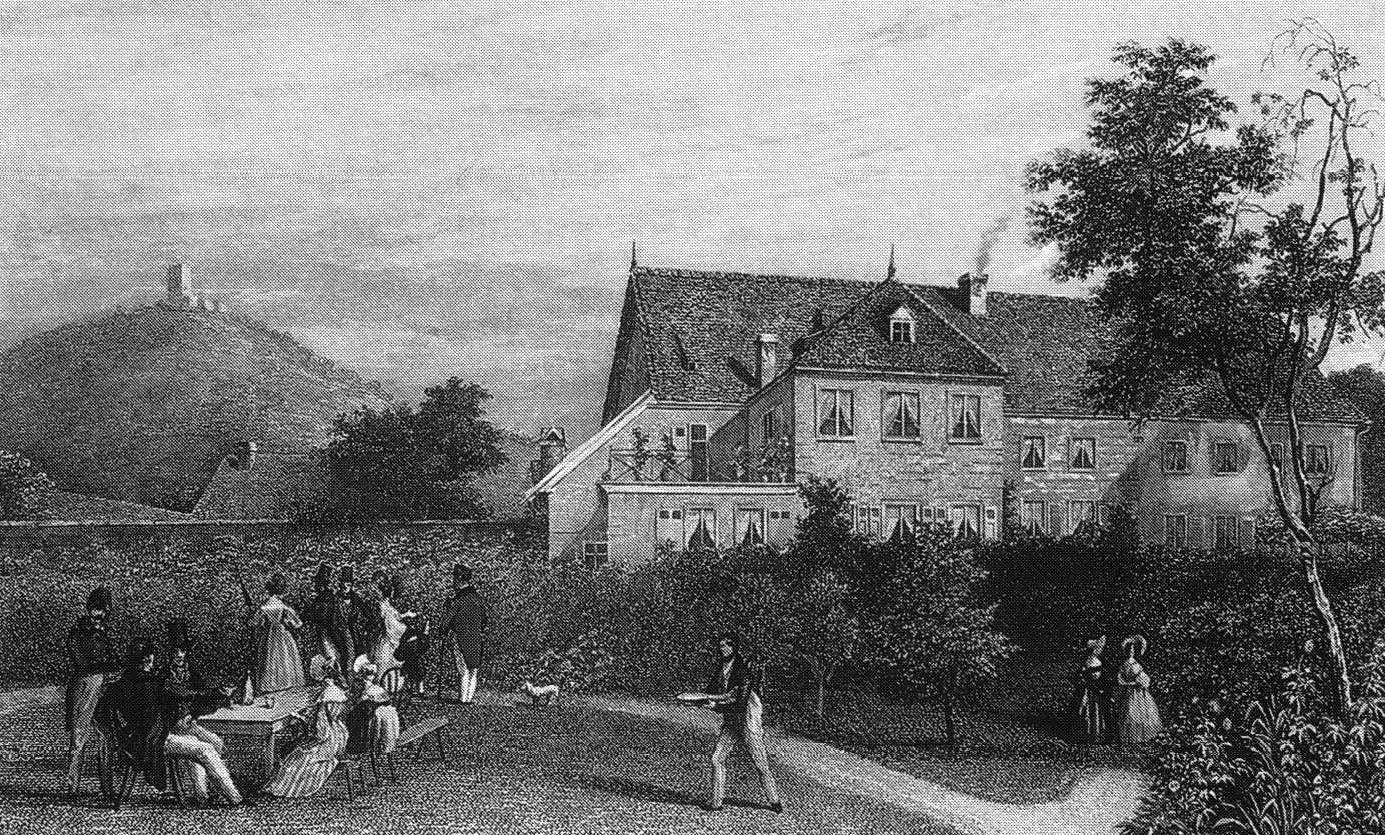
Le lieu du congrès d'Heppenheim (auberge À la demi Lune ; gravure de 1840).

En 1843, le député de longue date Johann Peter Joseph Monheim (de) l'encourage à se présenter de nouveau au parlement provincial en tant que son suppléant, et Hansemann remporte enfin sa première victoire électorale. Cependant, Monheim assure son mandat lui-même. Il faut attendre 1845, avec une nouvelle victoire électorale, pour que Monheim cède sa place à Hansemann. Au parlement, Hansemann se fait surtout remarquer par assurance, son attitude parfois presque moralisatrice, son exceptionnelle préparation et son maniement habile du règlement. Il parvient souvent à influencer les débats dans son sens, non seulement grâce à une multitude de motions, mais également grâce à des propositions de compromis et des motions additionnelles à celles des autres. Rudolf Haym le décrit comme un « homme pratique » et flexible, par opposition à Rudolf von Auerswald, « plus sévère et plus noble », et à Camphausen et Hermann von Beckerath, « plus fins et plus spirituels ».
Au parlement, Hansemann plaide en faveur l'égalité de droits de la minorité juive ainsi que l'abolition des privilèges nobliaux. Avant tout, il soumet la proposition formelle de créer une assemblée nationale allemande dans le cadre du Zollverein. Il ressent la bureaucratie prussienne comme étant anticommerciale. C'est pour cette raison que Hansemann part du principe que les fonctionnaires en place ne sont pas appropriés à une politique économique et financière adaptée qui devrait satisfaire les intérêts industriels de l'ensemble des 28 millions d'habitants. C'est pourquoi il considère que, dans ce domaine, la participation du peuple est indispensable. Cependant, sa proposition est modérée et il ne la soumet pas au vote des députés, mais propose que les parlements provinciaux envoient un représentant au parlement, auprès du Zollverein,.
En 1847, Hansemann devient membre du parlement uni prussien. Cette assemblée était devenue nécessaire après la loi sur les dettes publiques de 1820, afin que l'État prussien puisse émettre un emprunt pour la construction du chemin de fer de Prusse-Orientale, reliant Berlin à Königsberg. Malgré le fait que le parlement uni est conçu par le gouvernement prussien comme n'étant que des États généraux et non pas un parlement librement élu, le rassemblement du parlement uni est attendu avec impatience par les libéraux de toute l'Allemagne. Des libéraux d'Allemagne du Sud, comme Johann Adam von Itzstein attendent particulièrement de Hansemann que les décisions du parlement uni changent la situation politique en Allemagne. Au parlement uni, les libéraux rhénans réunis autour de Hansemann et de Mevissen se font les porte-parole des libertés publiques, de la liberté de la presse et de l'autonomie des juges. Les libéraux réfutent également la compétence du parlement uni pour les questions financières de l'État prussien, car ils considèrent qu'une véritable représentation nationale est nécessaire. Ainsi, la question de la Constitution est posée pour l'ensemble de l'État. En faisant référence au motif initial de la convocation de l'assemblée Hansemann déclare devant cette dernière : « Quand il est question d'argent l'amitié ne compte plus », cette expression passe alors dans la langue courante. Il attaque avec véhémence le ministre des finances Franz von Duesberg qui aurait contracté de la dette l'année précédente sans l'accord de l'assemblée des ordres. Le ministre ne parvient pas à se défendre convenablement. Des suites de cette affaire et de l'écho qu'elle rencontre dans l'opinion publique réceptive aux questions politiques, une commission parlementaire pour contrôler les comptes publics est mise en place.
Toujours en 1847, Hansemann participe grandement à renforcer les liens entre les hommes politiques libéraux à travers toute la confédération germanique. Il soutient ainsi le projet d'un journal national libéral : le Deutsche Zeitung. Il aide de manière financière, mais aussi en prenant place dans le conseil de surveillance et en se servant de ses contacts avec les autres hommes politiques rhénans comme Hermann von Beckerath ou Gustav Mevissen. Alors qu'il est en voyage dans le pays de Bade afin de rencontrer d'autres libéraux du sud-ouest allemand rassemblés autour de Gervinus, Hansemann lance l'idée que tous les députés libéraux du pays devraient se réunir afin de s'accorder sur le meilleur moyen de parvenir à l'unité nationale et à une déclaration défendant les droits de l'homme. L'objectif étant d'augmenter la pression sur les gouvernements conservateurs de la confédération germanique. Il organise donc avec Bassermann et Mathy la réunion d'Heppenheim du 10 octobre 1847. Le programme politique qui y est décidé, qui souhaite parvenir à l'unité en accordant plus de compétences au Zollverein, notamment dans le domaine exécutif et en le dotant d'un parlement, est rédigé principalement par Hansemann. Cette prise de position est différente de l'idée dominante jusqu'alors chez les libéraux de parvenir à l'unité en dotant la confédération germanique d'un véritable parlement. Hansemann argumente que le Zollverein harmonise déjà les lois au sein de la confédération dans le domaine commercial, elle pourrait étendre ses pouvoirs dans le domaine de la politique extérieure par extension. Le renforcement de l'union douanière doit également donner plus de pouvoir politique aux industriels. Dans une de ses correspondances avec son ambassadeurs en Grande-Bretagne Bunsen, le roi Frédéric-Guillaume IV fustige Hansemann en le disant : « faire partie d'une secte, qui forme un réseau avec les autres Robespierres en herbes comme Hecker, Bassermann, Gagern, les démagogues de Heppenheim et de Mannheim, tout comme notre Reichenbach (de), Schlöffel, Hansemann et les 13 juifs de Königsberg. Elle opère en suivant les mots d'ordre reçus à vitesse presque télégraphique, ».

### Politique pendant la révolution de 1848/49
Comme de nombreux libéraux, Hansemann éprouve des sentiments mélés lors de l'éclatement de la révolution de mars 1848. La peur des tumultes sociaux y joue un rôle important. En effet, les libéraux privilégient les réformes aux bouleversements et pensent que ceux-ci pourraient avoir un effet négatif à long terme. Le 27 février, il écrit à propos de la révolution à Paris : « La plus grande part des possédants ne vont pas tirer des événements qui ont lieu à Paris la conclusion qu'il faille céder du lest avant qu'il ne soit trop tard, mais plutôt s'en remettre à l'absolutisme, ».
Juste après le début de la révolution de mars, le 5 mars, Hansemann participe à l'assemblée d'Heidelberg, qui rassemble des libéraux et démocrates principalement originaires du sud et de l'ouest de la confédération. Cette assemblée est importante car elle décide de la formation du comité des sept, qui lui-même forme ensuite le pré-parlement qui est le précurseur direct du parlement de Francfort. Toutefois, à ce moment-là des changements importants ont déjà eu lieu dans certains États. De nombreux monarques et gouvernements ont alors déjà accepté les revendications de mars. Par la suite, les gouvernements conservateurs sont remplacés par des gouvernements libéraux, dits gouvernements de mars.
En Prusse, le 29 mars 1848, le banquier originaire de Cologne Ludolf Camphausen est nommé ministre-président. Hansemann devient ministre des finances de son cabinet qui est couramment désigné par le nom « cabinet Camphausen-Hansemann », ce qui met en évidence l'influence de ce dernier dans le gouvernement. Il l'exerce d'ailleurs bien au-delà de ses assignations. Les ébauches de constitution que le gouvernement présente, son ainsi principalement de son fait. Une autre de ses préoccupations est la réforme de l'appareil administratif du royaume. Lors du Vormärz déjà, il s'était plaint du fait que l'« l'administration étatique s'immisce dans trop de choses, ». Il est donc le véritable initiateur du mouvement de réforme du gouvernement, qui nécessite entre autres de remplacer la plupart des hauts fonctionnaires. Il participe également activement à un projet de réforme militaire. Hansemann ne doit cependant pas seulement faire face aux réticences du Roi et des administrateurs, mais également celles de Camphausen qui s'oppose fermement à cette initiative. Hansemann ne peut donc véritablement imposer ses vues que dans son domaine de compétences. Cela comprend une réorganisation du secteur bancaire et l'autorisation de former des banques de prêt,.

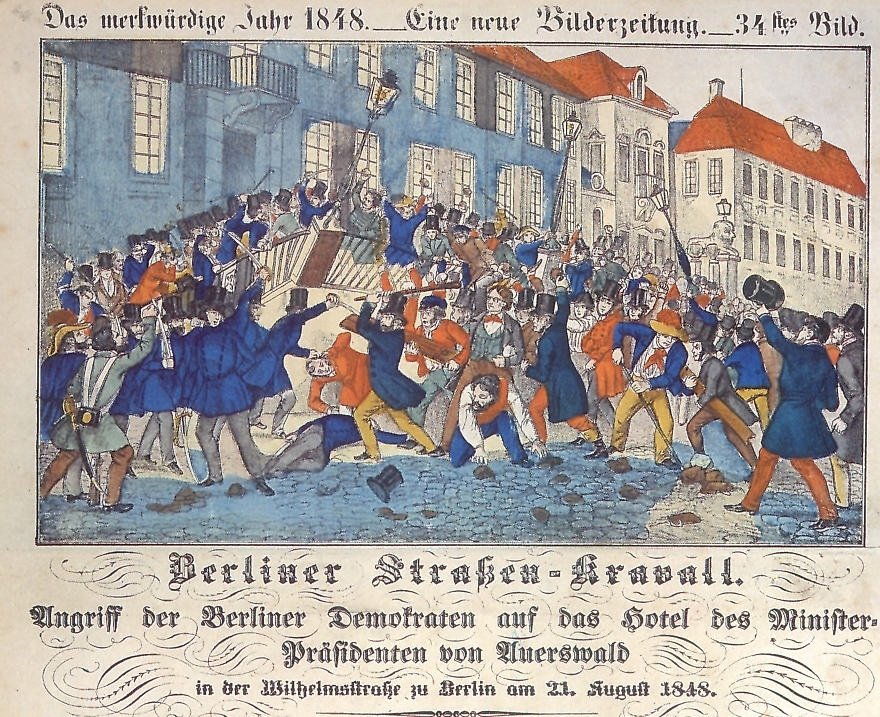
Barouffe devant le siège du gouvernement Auerswald-Hansemann. Image tirée du Neuruppiner Bilderbogen, en 1848.

Peu après sa nomination, en menaçant de présenter sa démission, Hansemann obtient un financement de 25 millions de Taler pour soutenir immédiatement l'économie qui est au bord de l'effondrement à cause de la révolution. Cet argent sert principalement à construire de nouvelles infrastructures, comme des lignes de chemin de fer. En outre, il libéralise la législation concernant les mines. Il fonde donc des banques de prêt et garantie les emprunts d'entreprises au bord de la faillite. Parmi celles-ci se trouve la banque possédée par Abraham Schaaffhausen à Cologne. En plus de garantir ses dettes, Hansemann autorise la banque à transformer son statut juridique en Aktiengesellschaft, l'équivalent allemand des sociétés anonymes, ce qui est une première. Cela établit un précédent dans le secteur bancaire allemand. Le nouvel établissement, dans lequel Gustav Mevissen occupe le poste de commissaire étatique et exerce donc concrètement la direction, porte le nom de A. Schaaffhausen'scher Bankverein.
Hansemann conserve son poste de ministre des finances après le retrait de Camphausen le 20 juin 1848. On lui donne alors la tâche de former un nouveau gouvernement,. Le nouveau ministre-président est Rudolf von Auerswald, mais Hansemann continue à avoir une grande influence. Le nouveau gouvernement présente alors le projet de constitution devant l'assemblée nationale prussienne. Le texte est fortement inspiré de la constitution belge de 1831 qui est vue comme un exemple par les libéraux rhénans depuis longtemps déjà. Le projet est cependant rejeté par l'assemblée. Cette dernière forme alors une commission afin d'écrire un autre texte, elle aboutira sur la proposition de constitution dite charte Waldeck. Le travail constitutionnel d'Hansemann échoue donc à la mi-juin 1848.
À son poste de ministre des finances, Hansemann prépare la mise en place d'un impôt sur le revenu pour tous en remplacement de l'impôt par classe et des taxes sur les meules et les abattoirs. Par ailleurs, afin d'assainir les finances publiques, il envisage une hausse des impôts qui rencontre immédiatement des résistances. Une nouvelle proposition visant à supprimer les exonérations d'impôts fonciers fait des propriétaires terriens définitivement ses ennemis, sans compter que le gouvernement planifie en même temps une réforme agraire et communale qui met fin à une longue liste de privilèges féodaux. La Camarilla, ce groupe conservateur autour des frères Gerlach très proche du roi, et le journal conservateur Kreuzzeitung tirent alors à boulets rouges sur Hansemann, en hésitant pas à répandre des rumeurs diffamatoires sur son compte. Par exemple, ils prétendent qu'il aurait demandé une avance d'un an de salaire ministériel pour compenser ses pertes dans ses entreprises. Un article récurrent « traduit » le programme gouvernemental : « Traduction de l'Hansemannien en allemand : Nous allons persister à piller les possesseurs de domaines, afin que nous et la révolution, nous sommes identique en fait, puissions acheter la sympathie des couches défavorisées de la population, aussi afin qu'ils voient que la révolution de mars est une affaire juteuse, quand on sait comment l'exploiter, ».
Il est également attaqué par la gauche, qui considère que son plan de réforme ne va pas assez loin. Le 7 septembre 1848, l'assemblée nationale vote en faveur de la motion Stien, donc émanent de la gauche. Hansemann s'était exprimé en vain contre cette motion. Le lendemain l'ensemble du gouvernement présente sa démission. Il écrira plus tard : « Un gouvernement, privé du soutien parlementaire d'un côté et qualifié de révolutionnaire de l'autre, n'a pas l'autorité nécessaire ».
Il accepte directement après le poste de président de la banque prussienne, à l'époque partiellement nationalisée, que lui propose le roi.

### Activité politique après son ministère
Après sa démission, Hansemann reste dans un premier temps actif sur le plan politique et tient notamment une correspondance avec les cercles proches du gouvernement sur les questions constitutionnelles. Sa proposition de modification de la Constitution prussienne de 1848, lui vaut le reproche d'appartenir alors aux conservateurs. Il réaffirme cependant son attachement aux revendications du Vormärz : comme la monarchie constitutionnelle et le droit de vote censitaire, tout en ayant entre-temps définitivement tourné le dos aux idées démocrates. Dans la question allemande, il change toutefois de point de vue. Il considère rapidement que la politique d'union menée par Joseph von Radowitz est vouée à l'échec, et à l'inverse du parlement de Gotha, il pense que seule une solution grande-allemande est possible à moyen terme.
À sa grande déception, lors des élections de 1849 Hansemann n'obtient pas de mandat dans la chambre basse : la chambre des représentants de Prusse. Il entre alors, à l'image de Camphausen ou Auerswald, dans la chambre haute : la chambre des seigneurs de Prusse, dont l'élection est plus tardive. Il ne s'y sent cependant pas à l'aise : « Moi à la chambre des pairs et le comte Arnim-Boitzenburg à la chambre du peuple! N'est-ce pas vraiment drôle et représentatif de l'état (du pays) en 1849 ? »,.

## Fondateur de la société Disconto

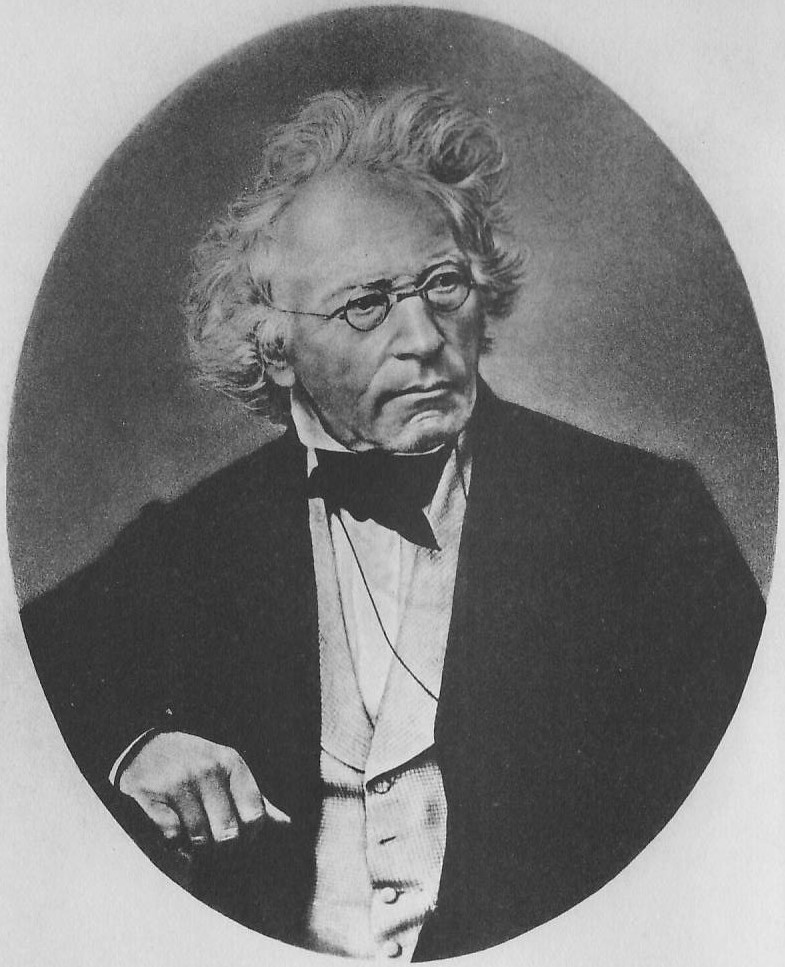
David Hansemann. Photographie de 1862 de Joseph Albert.

Hansemann qui avait déjà été très créatif au niveau des réformes du secteur bancaire, ne parvient cependant pas à s'imposer au sein de la banque de Prusse à cause de la situation politique incertaine. Dès 1850, les conservateurs de la banque et extérieurs à celle-ci tentent d'obtenir son renvoi. Finalement c'est chose faite en avril 1851 dans le cadre d'une vaste purge des fonctionnaires libéraux et démocrates de tout l'appareil administratif prussien,,. L'année suivante, il est réélu à son siège dans la chambre haute mais décide de ne pas accepter ses fonctions. En ce début de l'ère réactionnaire, il se retire donc de la politique.
Ses activités politiques ayant accaparé son temps, ses affaires ont nettement souffert. Son commerce de laine fait ainsi faillite en 1848. Hansemann accepte avec philosophie ces pertes : « je suis persuadé que si je m'avais consacré tout mon temps et mon énergie mentale aux affaires, mes biens auraient surement doublé, (pourtant) je travaille beaucoup aux affaires d'intérêt général. Je considère les biens seulement comme des moyens, pas des buts, qui permettent d'obtenir l'indépendance, la sérénité pour la vie durant, la possibilité de donner à mes enfants une bonne éducation et de faire des tâches utiles. Cela je l'ai utilisé ».
Malgré son âge, Hansemann se consacre alors entièrement à ses activités de banquier. Ce secteur étant encore relativement récent. Il pense que seules les sociétés anonymes permettent de couvrir le besoin en capital croissant de l'industrie. La A. Schaaffhausen’sche Bankverein, dont il avait autorisé la transformation en société anonyme alors qu'il était ministre, est alors la seule banque privée de ce type dans tout le secteur bancaire. Il faut attendre 1853 pour que Mevissen fonde hors de Prusse la Banque de Darmstadt qui est aussi une AG. Hansemann suit le modèle de la banque bruxelloise Union du Crédit fondée en 1848. Dès mai 1849, il tente d'obtenir l'autorisation de former une banque coopérative par action. L'objectif officiel est de permettre aux petits et moyens commerçants, ainsi qu'aux artisans d'avoir accès à un investissement sous forme de capital. Ce projet échoue face à l'opposition du ministre du commerce prussien et ancien banquier August von der Heydt. Il est soutenu dans ce refus par les autres banques de Berlin ainsi que par les groupes de pression des propriétaires terriens nobles. Hansemann trouve une lacune juridique dans laquelle il s'engouffre pour fonder la société Disconto le 15 octobre 1851 à Berlin,. Un emprunt d'État lui est refusé. Au départ, il s'agit d'une coopérative de crédit qui compte 236 membres en 1851, puis 1 583 en 1853. En tant que telle, elle est exclue des affaires dans le secteur des chemins de fer et du courtage d'actions. En 1856, la société obtient une nouvelle forme juridique équivalente à celle de société en commandite par actions. La préparation de cette transition est faite en coopération avec le libéral badois Karl Mathy, qui travaillait depuis 1854 dans la Schaafhausen’schen Bankverein et connaissait du domaine politique Hansemann. Déjà en tant que chef de la banque prussienne, Hansemann pensait à recruter Mathy, avant de devoir abandonner face à l'opposition des conservateurs. Toutefois en 1857, un différend éclate entre les deux hommes. Mathy démissionne et rejoint la banque privée de Gotha.
La société Disconto joue un rôle important dans le financement de l'industrie et des infrastructures en cette période de révolution industrielle en Allemagne. Elle mène le consortium prussien, qui a pour fonction de financer une mobilisation générale prussienne. Elle entre en 1859 également dans l'activité d'émission, qui vient s'ajouter à ses activités de banque de dépôt, de crédit d'escompte et de commerce et dans le commerce de valeurs mobilières. Ce type de banque universelle sous forme de société anonyme est complètement nouveau, la société Disconto devient progressivement l'un des principaux instituts de crédits allemand. Elle sert de modèle à d'autres banques. Hansemann est propriétaire, avec son fils Adolph à partir de 1857, de la banque jusqu'à son décès.

## Dernières années et mort

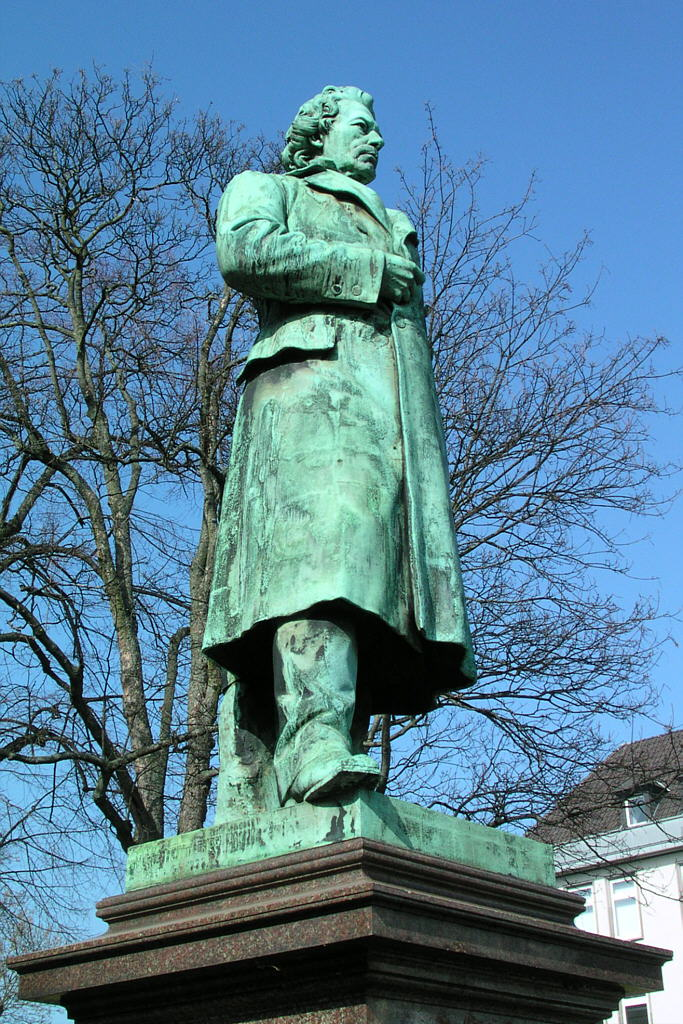
Statue de David Hansemann à Aix-la-Chapelle, de en 1888.

De 1861 à 1862, Hansemann est président de la fédération du commerce allemande. Ce groupe d'intérêt fait entre sa voix non seulement sur les questions économiques mais aussi dans les autres domaines politiques. Hansemann y défend par exemple la solution grande-allemande. Ce faisant, il représente une opinion minoritaire et doit laisser sa place au partisan de la solution petite-allemande Hermann von Beckerath. Ce dernier met fin à leur amitié de longue date lors d'une réunion particulièrement agitée de la fédération, qui a pour sujet le traité de commerce prusso-français, et dans laquelle présidé encore par Hansemann. Se voyant en minorité, il décide de partir également du comité permanent et de ne plus avoir de fonction dans la fédération,.
Hansemann décède en 1864 lors d'une cure à Taunus. Il repose dans la tombe familiale dans l'Ancien cimetière Saint-Matthieu à Berlin-Schöneberg. Elle fait partie des tombes d'honneur de la ville. Son fils Adolph von Hansemann devient un entrepreneur puissant de l'Empire allemand.

## Postérité
David Hansemann laisse Ludwig Knaus le prendre en portrait alors qu'il est déjà âgé dans son domaine de Dalkau en Silésie. Il est par la suite exhibé dans l'exposition grands allemands représentés à leur époque dans le Palais du Kronprinz en 1936. En 1933, la toile se trouve à Aix-la-Chapelle et est copiée plusieurs fois par Joseph Mataré, le frère de Ewald Mataré. L'original est porté disparu depuis 1958. Une copie se trouve au Suermondt-Ludwig-Museum. Josef Kranzhoff en a également produit une copie, mais à partir d'une photographie de Lolo Handke se trouvant dans les archives de Bad Berneck.
Après un long débat à tournure confessionnelle, la Kölntorplatz (place de porte de Cologne) d'Aix-la-Chapelle est renommée en Hansemannplatz (place Hansemann). Le 30 septembre 1888, la statue de Hansemann sculptée par Heinz Hoffmeister (de) est inaugurée. En 1901, toujours à Aix-la-Chapelle, une école pour garçons portant son nom est ouverte, c'est aujourd'hui une Realschule.
De plus, son portrait a été plusieurs fois utilisé pour illustrer les billets de banque au cours du XXe siècle : par exemple sur la monnaie de nécessité de la chambre de commerce d'Aix-la-Chapelle en 1923 ou sur les billets de 50 Reichsmark en 1933.

## Œuvres

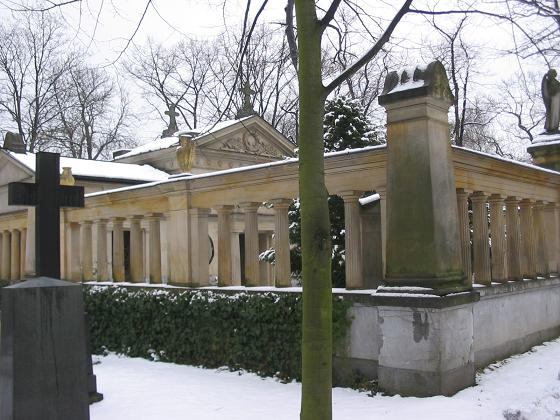
Tombe de la famille Hansemann.

- (de) Über Preußens Lage und Politik am Ende des Jahres 1830, Aix-la-Chapelle, 1845
- (de) Preußen und Frankreich. Staatswirthschaftlich und politisch unter besonderer Berücksichtigung der Rheinprovinz Von einem Rheinpreußen. Brüggemann, Leipzig, 1833 (lire en ligne)
- (de) Abhandlung über die muthmaßliche Frequenz der von Cöln bis zur belgischen Grenze bei Eupen projectirten Eisenbahn bei unmittelbarer Berührung der Städte Aachen und Burtscheid, Beaufort, Aix-la-Chapelle, 1835 (lire en ligne)
- (de) Die Eisenbahnen und deren Aktionäre in ihrem Verhältnis zum Staat, Leipzig/Halle, 1837 (lire en ligne)
- (de) Denkschrift über das Verhältnis des Staats zur Rheinischen Eisenbahn-Gesellschaft, Berlin, 1843 (lire en ligne)
- (de) Über die Ausführung des Preußischen Eisenbahn-Systems, Berlin, Duncker, 1843 (lire en ligne)
- (de) Die politischen Tagesfragen mit Rücksicht auf den Rheinischen Landtag, Aix-la-Chapelle/Leipzig, 1846 (lire en ligne)
- (de) Die deutsche Verfassungsfrage, Francfort-sur-le-Main, Sauerländer, 1848 (lire en ligne)
- (de) Das preußische und deutsche Verfassungswerk. Mit Rücksicht auf mein politisches Wirken, Berlin, 1850
- (de) Über die Einführung des deutschen Handelsgesetzbuches. Vortrag gehalten in der Sitzung des Deutschen Handelstages in Heidelberg am 17. Mai 1861, Berlin, Fr. Schulze, 1861 (lire en ligne)

## Sources

### Citations
1. ↑  « Aachener Feuer-Versicherungs-Gesellschaft »
2. ↑  « Aachener Verein zur Beförderung der Arbeitsamkeit »
3. ↑  « die Kaiserliche Krone »
4. ↑  « Rheinische Eisenbahngesellschaft »
5. ↑  « Über Preußens Lage und Politik am Ende des Jahres 1830 »
6. ↑  « Wirtschaftsbürgertum »
7. ↑  « Bildungsbürgertum »
8. ↑  « Schwerkraft des Staates »
9. ↑  « Beruf zum Herrschen »
10. ↑  « Preußische Ostbahn »
11. ↑  « Bei Geldfragen hört die Gemütlichkeit auf », traduction des bons comptes font les bons amis en français
12. ↑  « Sekte, welche durch Robespierres en herbes, wie Hecker, Bassermann, Gagern, die Heppenheimer und Mannheimer Demagogen, wie unser Reichenbach (de), Schlöffel, Hansemann u. die 13 Juden aus Königsberg ein Netz bildet, das mit fast telegraphischer Geschwindigkeit nach den empfangenen mots d’ordre operiert. »
13. ↑  « dass ein grosser Teil der Besitzenden aus den Pariser Ereignissen nicht die Lehre ziehen werde, dass man zeitig nachgeben müsse, sondern sich vielmehr dem Absolutismus überantworte. »
14. ↑  « Kabinett Camphausen-Hansemann »
15. ↑  « das Einmischen der Staatsverwaltung in zu viele Gegenstände »
16. ↑  « übersetzte“ das Regierungsprogramm „aus dem Hansemannischen ins Deutsche“: „Wir werden in der Plünderung der Gutsherren fortfahren, um uns und der Revolution, mit der wir identisch sind, die Sympathien der unteren Schichten der Bevölkerung zu erkaufen, damit auch diese sehen, daß die Märzrevolution ein einträgliches Geschäft ist, wenn man sie nur auszubeuten versteht »
17. ↑  « Ich in der Pairskammer und Graf Arnim-Boitzenburg in der Volkskammer!! Ist das nicht komisch und recht bezeichnend für die Zustände von 1849? »
18. ↑  « Mit der Überzeugung, daß, wenn ich Zeit und geistige Anstrengung ganz den Geschäften widmete, mein Vermögen wahrscheinlich jetzt das doppelte betragen würde, arbeite ich viel in allgemeinen Angelegenheiten. [… Ich] erachte Vermögen nur als Mittel, nicht Zweck, welcher Unabhängigkeit, Beruhigung für die Lebensdauer und die Fähigkeit, den Kindern eine gute Erziehung mitzugeben und außerdem nützliche Ausgaben machen zu können, – für mich ist. » Lettre de Hansemann à Karl Deahna à Vienne, datée du 8 avril 1839 citée dans Bergengrün 1901, p. 219
19. ↑  « Große Deutsche in Bildnissen ihrer Zeit »